# Tanja Erath
Tanja Erath née le 7 octobre 1989 à Heilbronn, est une coureuse cycliste allemande membre de l'équipe Tibco-Silicon Valley Bank.

## Biographie
Tanja Erath est issue d'une famille cycliste. Elle participe elle-même à des triathlons. Elle se classe ainsi troisième en 2011 du Challenge Heilbronn, gagne le Köln-Triathlon en 2012 et le City Triathlon Cup Germany en 2013. En 2016, elle souffre d'une gêne chronique en course à pied. Elle abandonne alors le triathlon est se reconvertit dans le cyclisme,.
Elle participe à des compétitions en pignon fixe et est troisième du Red Hook Crit 2017 à Barcelone. Elle prend part en 2018 à une compétition sur home-trainer, la Zwift Academy, où elle affronte en ligne d'autres cyclistes. Elle remporte finalement la compétition face à 2100 concurrentes. Comme récompense, elle obtient un contrat avec l'équipe professionnelle Canyon-SRAM Racing.
Étudiante en médecine à l'université de Bochum. Elle obtient en 2018 son examen d'État de médecine.

## Palmarès sur route

### Palmarès par années
- 2020
  - 3e du championnat d'Allemagne sur route
  - 3e de La Périgord Ladies
- 2021
  -  Médaillée d'argent du championnat d'Europe du relais mixte contre-la-montre

### Classements mondiaux
| Année                                 | 2018 | 2019 | 2020 | 2021 |
| ------------------------------------- | ---- | ---- | ---- | ---- |
| Classement UCI                        | 826e | 143e | 156e | 480e |
| UCI World Tour                        | nc   | 81e  | 166e | nc   |
|                                       |      |      |      |      |
| Légende : nc = non classéSource : UCI |      |      |      |      |

## Palmarès sur piste

### Championnats d'Allemagne
- 2018
  - 2e du scratch
- 2019
  -  Championne d'Allemagne de poursuite par équipes